# Hamiltoniauletes rostralis
Hamiltoniauletes rostralis is een keversoort uit de familie Rhynchitidae. De wetenschappelijke naam van de soort is voor het eerst geldig gepubliceerd in 1890 door Sharp.